# 308
Évszázadok: 3. század – 4. század – 5. század
Évtizedek: 250-es évek – 260-as évek – 270-es évek – 280-as évek – 290-es évek – 300-as évek – 310-es évek – 320-as évek – 330-as évek – 340-es évek – 350-es évek
Évek: 303 – 304 – 305 – 306 –  307 – 308 – 309 – 310 – 311 – 312 – 313

## Események

### Római Birodalom
- Keleten Diocletianust és Galerius császárt, Rómában Maxentiust és Valerius Romulust választják consulnak.
- Az év elején hat uralkodó osztozik a hatalmon a birodalmon belül: Galerius (Illyria és Kis-Ázsia) mint rangidős császár (augustus); Maximinus Daia (Szíria és Egyiptom) Galerius helyettese (caesarja), Constantinus (Gallia, Britannia és Hispania) akinek augustusi címe vitatott; Maximianus, a korábban lemondott császár, aki vissza kíván térni; Maxentius (Maximianus fia) aki önhatalmúlag kiáltotta ki magát augustusszá és aki Itáliát és Észak-Afrikát uralja; valamint Licinius, akit Galerius szán a nyugati augustusi pozícióba, az előző évben meghalt Severus helyére.
- Rómában Maximianus volt császár a csapataik előtt megpróbálja lemondatni fiát, Maxentiust, de a katonák az utóbbit támogatják. Maximianus Constantinushoz menekül Galliába.
- Maxentius felszólítja Africa diocesis (provinciacsoport) kormányzóját, Lucius Domitius Alexandert, hogy küldje el hozzá a fiát Rómába, gyakorlatilag túszként. Domitius Alexander ezt megtagadja és katonái császárrá kiáltják ki.
- Constantinus hidat építtet a Rajnán és feldúlja a germán bructerusok országát.
- Galerius november 11-én Carnuntumban találkozik Maximianusszal és a visszavonulását kis időre feladó Diocletianusszal, hogy megoldják az egyre kaotikusabb politikai helyzetet. Galerius csak caesarként hajlandó elismerni Constantinust és nem fogadja el Maximianus augustusi címét sem. Régi barátját, Liciniust nevezi ki a nyugati birodalomrész császárává, amivel megsérti helyettesét, Maximinus Daiát (aki úgy érzi, hogy kihagyták az előléptetésből). Constantinus nem ismeri el a döntést és továbbra is augustusi címet használja. Galerius kettejüknek felajánlja a "császár fia" (filii augusti)  címet, de nem fogadják el.
- Rómában Maxentius megkezdi az előző évben leégett Venus és Roma-templom rekonstrukcióját, valamint a hatalmas Maxentius-bazilika építését.
- Miután a pápai szék négy éven át üresen állt, ismét pápát választanak I. Marcellus személyében. Az új pápa rendkívül szigorúan lép fel azokkal szemben, akik Diocletianus keresztényüldözése idején megtagadták a hitüket.

## Fordítás
- Ez a szócikk részben vagy egészben  a(z)   308 című angol Wikipédia-szócikk ezen változatának fordításán alapul.  Az eredeti cikk szerkesztőit annak laptörténete sorolja fel. Ez a jelzés csupán a megfogalmazás eredetét és a szerzői jogokat jelzi, nem szolgál a cikkben szereplő információk forrásmegjelöléseként.